# Бурдеки
Бурдеки — село в Сергокалинском районе Дагестана.
Образует Бурдекинскую сельскую администрацию (включает села: Бурдеки, село Верхнее Махаргимахи, село Нижнее Махаргимахи).
Центр сельсовета с 1921 года.

## География
Село расположено на р. Бурдекихерк (бассейн р. Гамриозень), на высоте 760 м, в 24 км к югу от районного центра — села Сергокала.

## История
Согласно собранным исследователем Багомедом Алиевым сведениям, селение Бурдеки было основано выходцами из сёл Утамыш, Урахи и Муги. 
Связывается это с тем, что после разрушения древнего города Гамри-Дарго бесхозные земли поделили между тремя селениями — Урахи, Утемыш и Башлы. Граница между урахинскими и утемышскими владениями проходила примерно в 10 км от местности, называемой Кьвялцнаула. Для охраны земель утамышские кумыки переселили на 5 лет 8 хозяйств немного выше современного Бурдеки, из-за чего их назвали «ордеги», что на кумыкском значит «верхние». Так как здесь не было источника воды, семьи со временем переселились вниз, где находится сейчас селение Бурдеки. Сюда же стали переселяться отдельные хозяйства из Урахи и Муги. Из Урахи переселились в основном из рода Гадай-Джанаевых, из-за чего и в Бурдеки, и в Урахи имеется род Гадай-Джанайхъала. Даргинцев в Бурдеки стало больше и постепенно селение превратилось в даргинское.
Выходцы из Урахи основали Перкъво къотI (с дарг. квартал высокого) и ЦIяб къотI (темный квартал), утемышцы обосновались в квартале Ясар къотI, мугинцы основали квартал Серхьи къотI (квартал лука).

## Население
| 1895 | 1926 | 1939 | 1970 | 1989 | 2002 | 2010 |
| ---- | ---- | ---- | ---- | ---- | ---- | ---- |
| 335  | ↗399 | ↗434 | ↗528 | ↗576 | ↗716 | ↘652 |
| 2021 |      |      |      |      |      |      |
| ↗683 |      |      |      |      |      |      |

## Природные ресурсы
- Месторождения содовых, содово-глауберовых и кремнистых минеральных вод вблизи села.

## Достопримечательности
- Могильник в 1,5 км от села.